# Рольф Герінг
Рольф Герінг (нім. Rolf Gehring; нар. 25 листопада 1955) — колишній німецький тенісист.
Найвищу одиночну позицію світового рейтингу — 30 місце досяг 2 листопада 1981, парну — 198 місце — 3 січня 1983 року.
Здобув 1 одиночний титул.
Найвищим досягненням на турнірах Великого шолома був чвертьфінал в парному розряді.

## Фінали в одиночному розряді за кар'єру

### Титули (2)
| Легенда (одиночний розряд) |
| Великий шлем (0)           |
| Тур ATP (1)                |
| Челленджери (1)            |

| Ранг | Дата | Турнір | Покриття | Суперник        | Рахунок            |
| 1.   | 1980 | Мюнхен | Ґрунт    | Крістоф Фресс   | 6–2, 0–6, 6–2, 6–2 |
| 2.   | 1983 | Ессен  | Ґрунт    | Хосе Лопес-Мезо | 6–4, 6–3           |

### Фінали (3)
| Ранг | Дата | Турнір       | Покриття | Суперник         | Рахунок                 |
| 1.   | 1978 | Богота       | Ґрунт    | Віктор Печчі     | 4–6, 6–3, 3–6, 3–6      |
| 2.   | 1980 | Буенос-Айрес | Ґрунт    | Хосе Луїс Клерк  | 7–6, 6–2, 5–7, 0–6, 3–6 |
| 3.   | 1983 | Травемюнде   | Ґрунт    | Міхаель Вестфаль | 5–7, 2–6                |